# Xavier Kapfer
Xavier Kapfer est un joueur français de volley-ball né le 7 novembre 1981 à Ris-Orangis (Essonne). Il mesure 1,91 m et joue réceptionneur-attaquant. Il totalise 57 sélections en équipe de France.

## Clubs
| Club                 | Pays    | De         | À         |
| -------------------- | ------- | ---------- | --------- |
| Montpellier UC       | France  | 2001-2002  | 2003-2004 |
| Nice Volley-Ball     | France  | 2004-2005  | 2006-2007 |
| Arago de Sète        | France  | 2007-2008  | 2008-2009 |
| →TTTLines Catane     | Italie  | avril 2008 | mai 2008  |
| →Qatar Sports Club   | Qatar   | avril 2009 | mai 2009  |
| GFCO Ajaccio         | France  | 2009-2010  | 2009-2010 |
| →Muharraq Bahrein    | Bahreïn | mai 2010   | juin 2010 |
| KS Fart Kielce       | Pologne | 2010-2011  | 2011-2012 |
| Urumie               | Iran    | 2012-2012  | 2012-2012 |
| Qadsia               | Koweït  | 2012-2013  | 2013-2014 |
| Maliye Milli Piyango | Turquie | 2014-2015  | 2014-2015 |
| GFCO Ajaccio         | France  | 2015-2016  | 2015-2016 |
| Rennes Volley 35     | France  | 2016-2017  | ...       |

## Palmarès
- championnat du Qatar 
  - Finaliste 2009
- championnat de Bahreïn 
  - Vainqueur 2010
- coupe de Bahreïn 
  - Vainqueur 2010
- coupe fédérale du Koweit
  - Finaliste 2012
- championnat du Koweit 
  - Vainqueur 2013 
  - finaliste 2014
- coupe du Koweit
  - Vainqueur 2013 
  - finaliste 2014
- Balkan cup
  - Vainqueur 2014
- Coupe de France
  - Vainqueur 2016
- Ligue B France
  - Vainqueur Play off 2017
- Parrain équipe UNSS Lycée Emile Zola, Rennes 2017